# 金完
金 完（キム・ワン、きん かん、朝鮮語: 김완、1577年 - 1635年）は、李氏朝鮮中期の武臣。字は子具、諡は襄武。本貫は金海金氏。
全羅南道霊岩で生まれた。文禄・慶長の役では全羅兵使李福男の旗下で、勇猛をふるった。1597年に武科に合格し、慶尚防禦使の幕下に入り、任期を終え、帰途で日本軍と遭遇し、打ち破るという功を挙げた。
全羅兵使李光岳により、南原で、無罪の父を獄死させた韓徳洙殺害を試み、失敗した。以後、黔毛浦万戸・南原判官などを経て、漢城で韓徳洙を探し、殺害しようとしたが、失敗し、逮捕され数年間投獄された。
1615年、観武才に合格し、高山里僉使、さらに昌城防禦使となった。1624年の李适の乱では、都元帥張晩を手伝って反乱を平定して宣武功臣として、鶴城君に封じられた。
以後訓錬院都正、黄海道兵馬節度使等を務め、死後に兵曹に追贈された。

## 参考サイト
- 金完 - 韓国民族文化大百科事典